# Jean-Jacques Elshoecht
Jean-Jacques Elshoecht, auch Carle Elshoecht (* 10. Mai 1791 in Bergues; † 27. Februar 1856 in Paris), war ein französischer Bildhauer.

## Leben
Elshoecht war Sohn und Schüler des Malers und Bildhauers Jean-Louis Elshoecht. 1822 ging er nach Paris, wo der Bildhauer und Zeichner François Joseph Bosio sein Lehrer wurde. Zwischen 1824 und 1853 stellte Elshoecht auf dem Salon de Paris zahlreiche seiner plastischen Arbeiten aus, darunter vorwiegend Porträts. 1824 gewann er dort eine Medaille Dritter Klasse und 1827 eine Medaille Zweiter Klasse. Er erhielt in großer Zahl staatliche und kirchliche Aufträge. Einer seiner Schüler war Paul Duboy.

## Werke (Auswahl)
- Marienstatue, Abteikirche Saint-Ouen
- Statuen des guten Hirten und der vier Evangelisten, Église Saint-Christophe in Tourcoing
- Engelfiguren für Hochaltar und Kanzel, Notre-Dame-de-Lorette (Paris)
- Triton und Nereide, zwei Figuren des Springbrunnens Fontaine des mers am Place de la Concorde, Paris
- Gruppe der Handelsschifffahrt an einem Giebel des Kunstmuseums Louvre, Paris
- Geschichte der Rechtsprechung, Rathaus, Laon
- Horaz und Quintilian, Büsten im Collège de France, Paris
- Marquis de Mirabeau, Büste im Bibliothek Sainte-Geneviève, Paris

Elshoecht fertigte zudem Grabmäler, die unter anderem auf den Pariser Friedhöfen Cimetière du Père-Lachaise und Cimetière de Montmartre aufgestellt wurden, darunter für Jean-François Lesueur und Joseph Ottavi. Mehrere französische Museen führen Werke Elshoechts in ihrem Bestand, so das Musée de Picardie in Amiens (Marmorbüste Napoleons), das Musée de Dieppe in der Burg Dieppe (Büste Charlotte Corday), das Musée de la Chartreuse in Douai (Büste Victor-Joseph Delcambres, Bas-Relief Marceline Desbordes-Valmores, Statuette Jean Barts), das Musée du Louvre in Paris (Statue Ferdinand Philippe d’Orléans, duc de Chartres’, Statuette Therese Elßler als Königin Mab in Romeo und Julia), das Musée des beaux-arts in Dole (Männerbüste) und Museen in Lyon, Marseilles, und Versailles. Die umfangreichste Sammlung von Werken Elshoechts besteht im Musée communal von Dünkirchen. Eine Statue der Mathilde von Flandern steht im Pariser Jardin du Luxembourg.

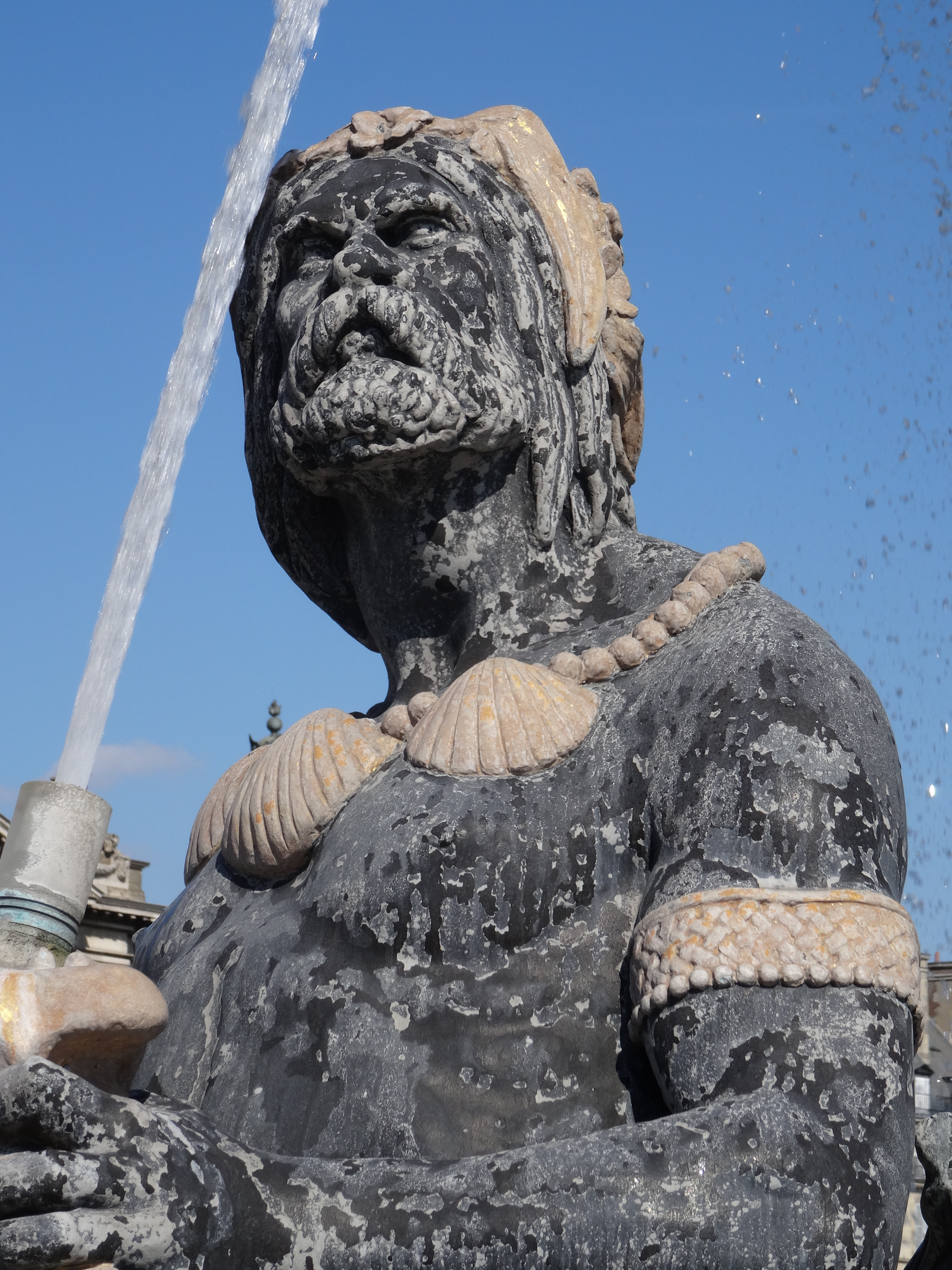
Triton am Brunnen des Place de la Concorde
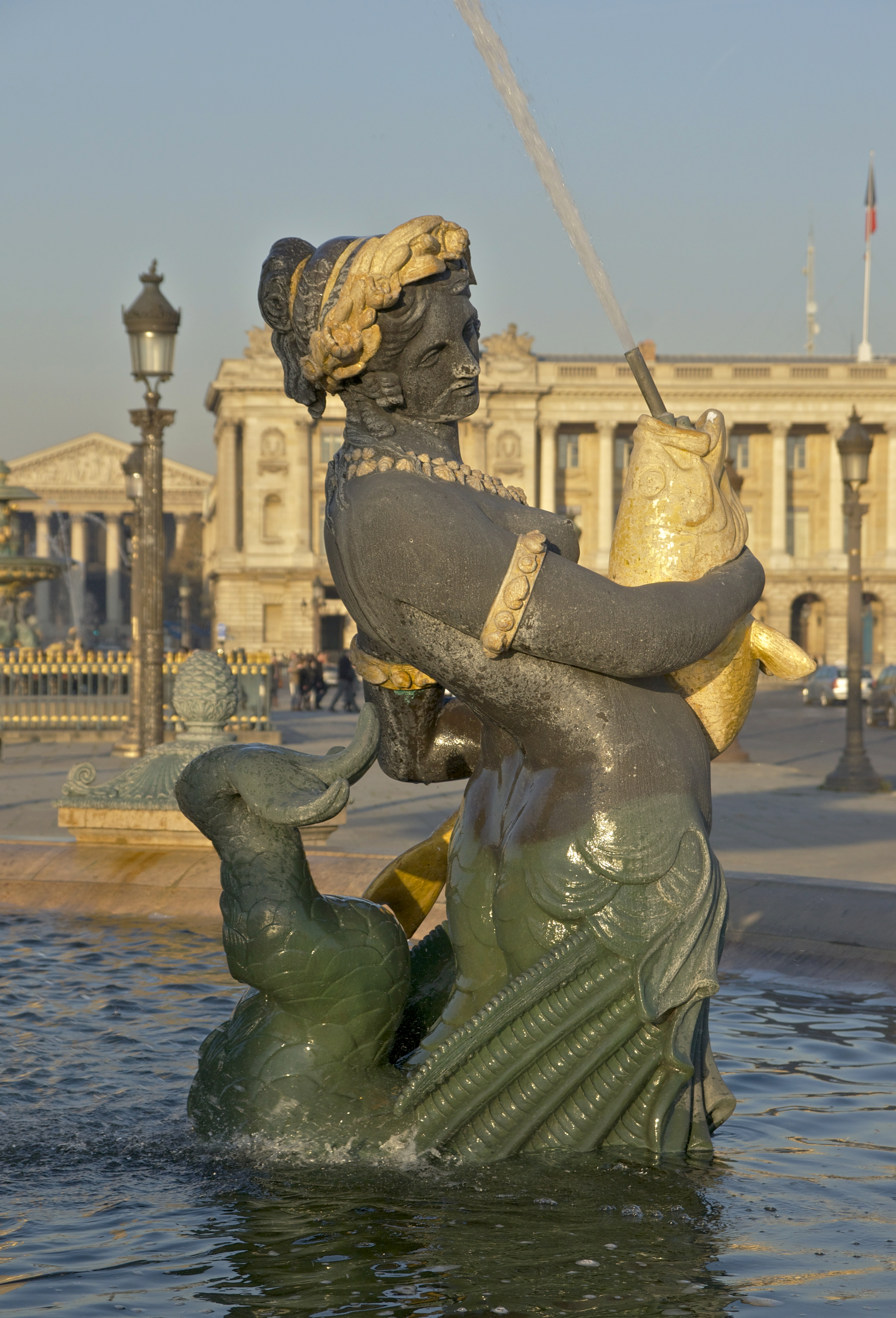
Nereide am Brunnen des Place de la Concorde
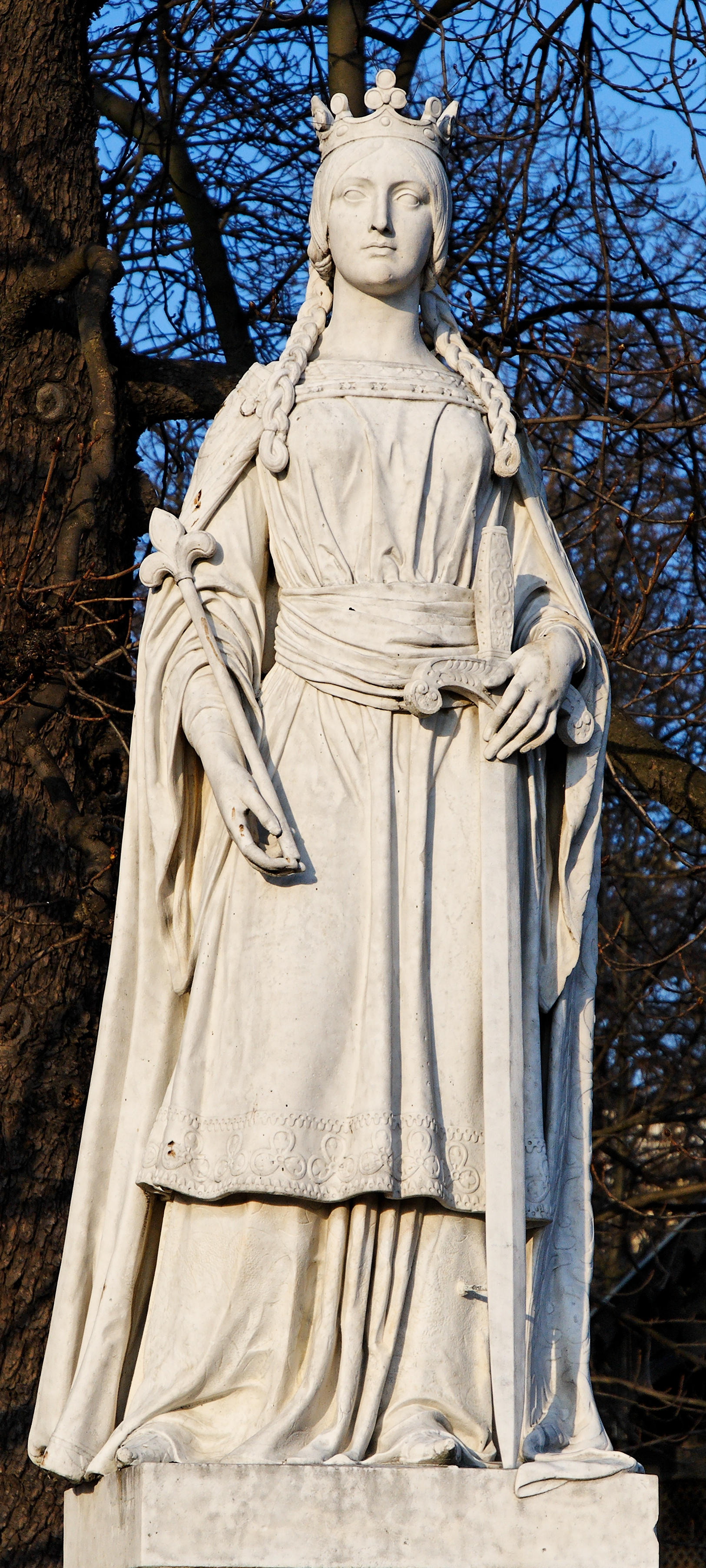
Mathilde von Fladern, Jardin du Luxembourg
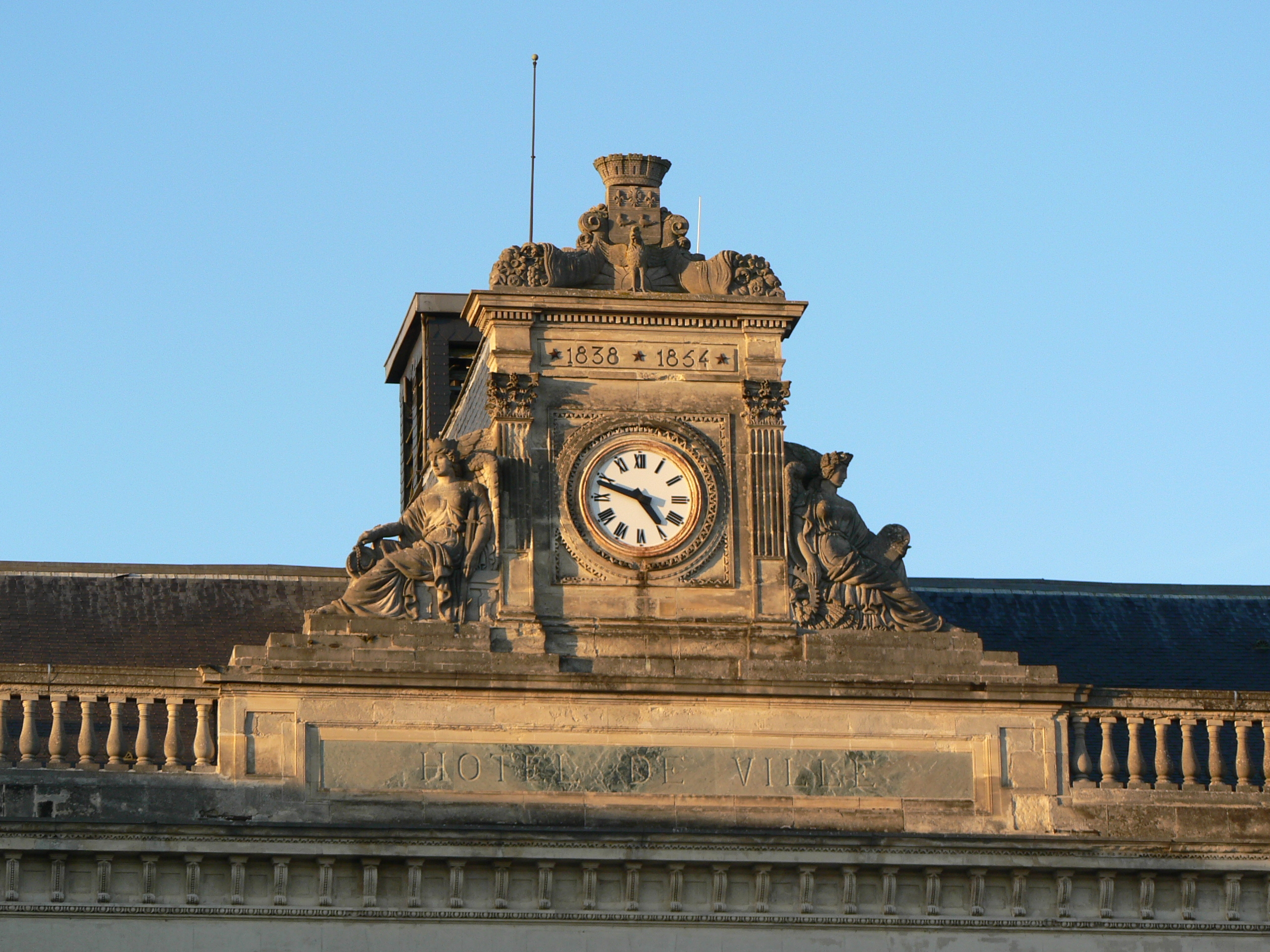
Geschichte der Rechtsprechung, Rathaus von Laon
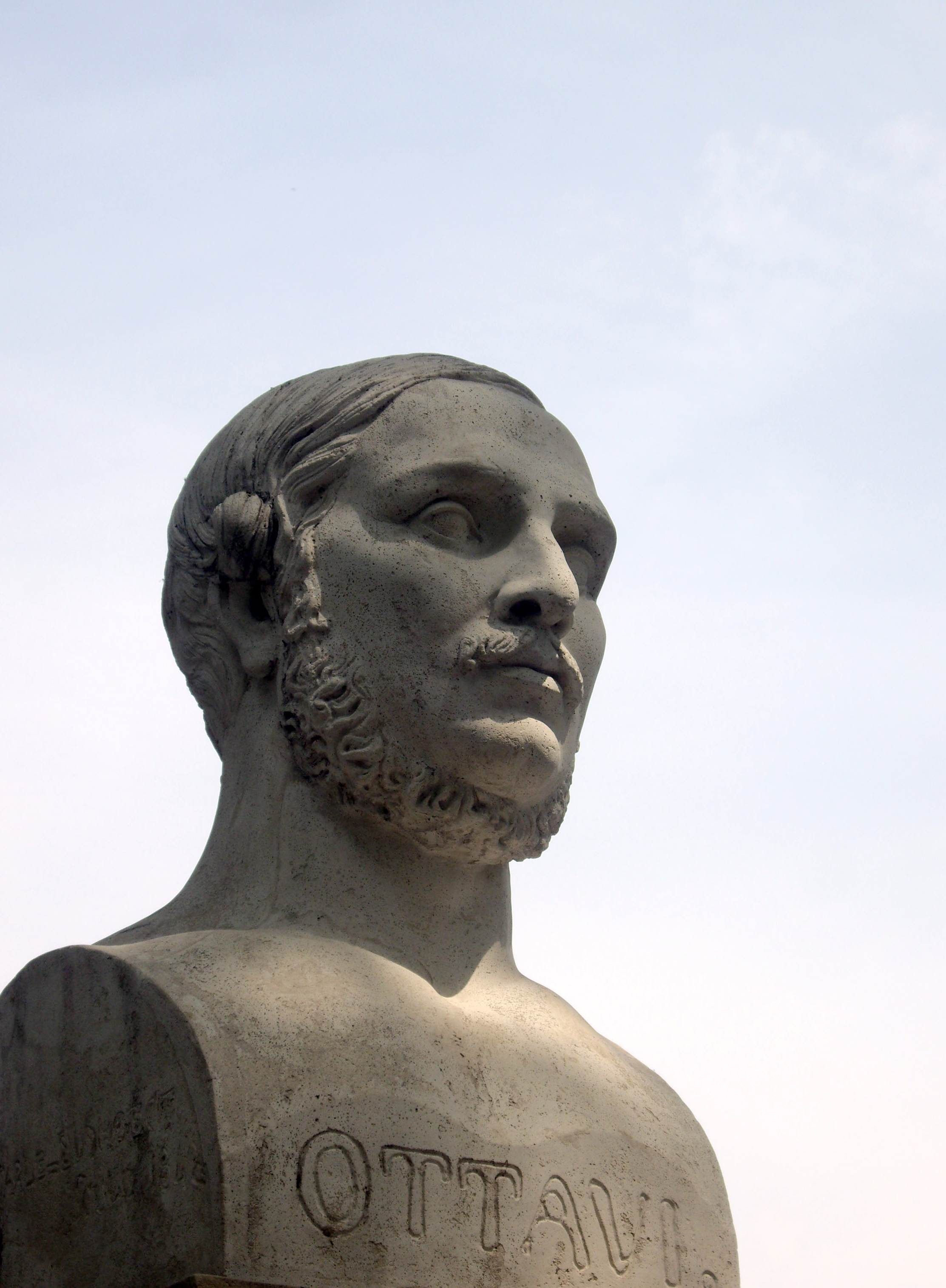
Büste von Joseph Ottavi, Cimetière du Montparnasse